# Вештице (роман)
Вештице су роман за децу који је 1983. Написао Роалд Дал. Прича говори о дечаку и његовој баки који се боре против вештица које намеравају да се отарасе све деце на свету. Објавила ју је издавачка кућа Џонатан Кејп у Лондону, а илустровао Квентин Блејк, који је иначе илустровао скоро све Далове књиге.

## Радња романа
Седмогодишњи дечак, који је наратор приче и чије име остаје непознато, остаје без оба родитеља у саобраћајној несрећи и одлази да живи са својом баком у Норвешкој. Бака му прича приче о вештицама, праве вештице, како бака каже, се разликују по томе што је њихов главни циљ да се реше све деце на свету. Такође, вештице се разликују по њиховом изгледу. Оне су ћелаве и то крију перикама, уместо ноктију имају канџе које скривају рукавицама, немају прсте на ногама и да се не би одале, носе отмене ципеле. Праве вештице такође имају плаву пљувачку и велике ноздрве којима могу да нањуше децу која им смрде на псећи измет. Бака све то зна јер је она вештицословац (ловац на вештице) у пензији и давно је имала сусрет са вештицом и због кога је остала без палца на левој руци, али то одбија да исприча дечаку јер је то исувише страшно за причати о томе.
Једног дана у њихову кућу долази човек који има тестамент дечаковог оца у којем пише да морају да се преселе у Енглеску. Бака упозорава дечака да се чува вештица у Енглеској јер су оне познате по томе што су најгоре вештице на свету и да је њихова метода елиминације деце, претварање деце у штеточине попут пужа које одрасли могу да згазе. Бака му такође исприча и за Врховну првовештицу, вођу свих вештица на свету која сваке године одржава састанке у свакој земљи и даје наређења осталим вештицама.
Након што оду у Енглеску, дечак почиње да гради кућицу на дрвету и испод дрвета га чека чудна жена која је заправо вештица, она дечаку нуди змију, али дечак остаје на дрвету све док она не оде. Дечак потом исприча баки шта је било и бака му говори да сада морају бити веома опрезни.
Долази летњи распуст, дечак и бака планирају одлазак у Норвешку, али отказују га услед бакиног боловања од упале плућа. Доктор каже да и даље могу да оду на летовање, али све док су у Енглеској. Они одлазе у хотел у Борнмуту. Дечак упада у невоље због својих љубимаца мишева, али управник му дозвољава да их задржи докле год су они у кавезу. Дечак кришом одлази у дворану хотела у којој учи своје мишеве да изводе трикове, скривен иза паравана. Дечак убрзо бива прекинут јер се у дворани одржава годишњи састанак Краљевског Друштва за Превенцију Окрутности Према Деци. Дечак види да су сви чланови жене и након што се једна од њих почеше по глави испод своје косе, схвата да су то заправо вештице које одржавају свој годишњи састанак. На његову несрећу, врата су закључана и он не може да побегне.
Ускоро, на подијум долази млада жена која почиње да скида своје лице и она открива своје право ружно труло лице. Она је заправо Врховна првовештица. Врховна првовештица показује незадовољство јер се вештице не труде довољно и да она захтева максималне резултате. Једна од вештица изјављује како је немогуће да се реше све деце и Врховна првовештица је кажњава тако што је спржи помоћу варница из својих очију. Након тога, Врховна првовештица објашњава свој план, она даје новац вештицама (који је сама направила помоћу своје машине за прављење новца) и наређује им да дају отказ на својим пословима и да новцем који су добиле купе посластичарнице у којима ће на сваки слаткиш ставити по једну кап напитка "Формуле 86 - Мишоствора са одложеним дејством", помоћу којег ће се сва деца претворити у мишеве и онда ће их одрасли поубијати уместо вештица.
Као пример, Врховна првовештица доводи дечака по имену Бруно, који је преварен да поједе чоколаду коју му је она дала нешто раније и заузврат му је обећала још три чоколаде ако дође у дворану. Због одложеног дејства, Бруно се претвара у миша пред свим вештицама и оне су одушевљене деловањем напитка. Након тога, Врховна првовештица исприча старим вештицама да исте ноћи дођу у њену хотелску собу да би им дала по једну бочицу напитка, јер су оне старе да би скупљале састојке потребне за напитак. При крају састанка, једна од вештица нањуши дечака и он бива ухваћен и претворен у миша тако што му Врховна првовештица проспе читав садржај бочице у уста. Дечак се врло брзо претвара у миша јер је добио претерану дозу, али на његово чуђење, он задржава моћ говора.
Након што су вештице отишле, дечак проналази Бруна и они одлазе до дечакове баке где дечак и бака смишљају план како да победе вештице и да их спрече да претворе осталу децу у мишеве. Дечак долази на идеју и уз бакину помоћ успева да провали у собу Врховне првовештице (која је одмах испод његове) и да украде једну од бочица.
Док бака покушава да убеди Брунове родитеље да је њихов син миш, без обзира на то што се Брунова мајка ужасава мишева, дечак одлази у хотелску кухињу где просипа напитак у супу која је намењена за вештице. На несрећу, док се враћао, један од кувара му је одсекао реп сатаром. Након повратка у трпезарију, све вештице, укључујући и Врховну првовештицу се претварају у мишеве због супе која је отрована "Формулом 86". Све вештице потом бивају убијене од стране хотелског особља које је убеђено да су обични мишеви.
Бака и дечак се враћају у Норвешку и бака открива дечаку да је он мишја особа која живи дуже него обичан миш. Дечак је задовољан тиме, јер не жели да надживи своју баку. Бака и дечак потом смишљају план како да се отарасе свих вештица на свету, бака је открила да је главни штаб Врховне првовештице заправо замак у Норвешкој и да тамо могу да претворе све остале вештице, укључујући и нову Врховну првовештицу у мишеве и да онда пусте мачке у замак да би их докрајчиле, а захваљујући машини за новац Врховне првовештице и списком свих вештица на свету, дечак и бака ће се лако отарасити свих вештица на свету. Роман се завршава тако што дечак каже да једва чека да почну.

## Филмска адаптација
1990. године, направљен је филм "Вештице", који је режирао Николас Роуг, а дистрибутирала кућа Варнер Брос. Улога Врховне првовештице је припала глумици Анџелики Хјустон, док је управника глумио Роуан Аткинсон. Филм се разликује од романа по томе што на крају, асистенткиња Врховне првовештице, које нема у роману, постаје добра и након смрти Врховне првовештице, она претвара дечака назад у људско биће. Главни ликови такође добијају и имена. Дечак је познатији као Лук Евешим, његова бака као Хелга Евешим, а Врховна првовештица као Ева Ернст, док је њена асистенткиња познатија под именом госпођица Ирвин. Роалду Далу се није допао филм, углавном због промењеног краја. Исте године, Роалд Дал је преминуо.